# イノトランス

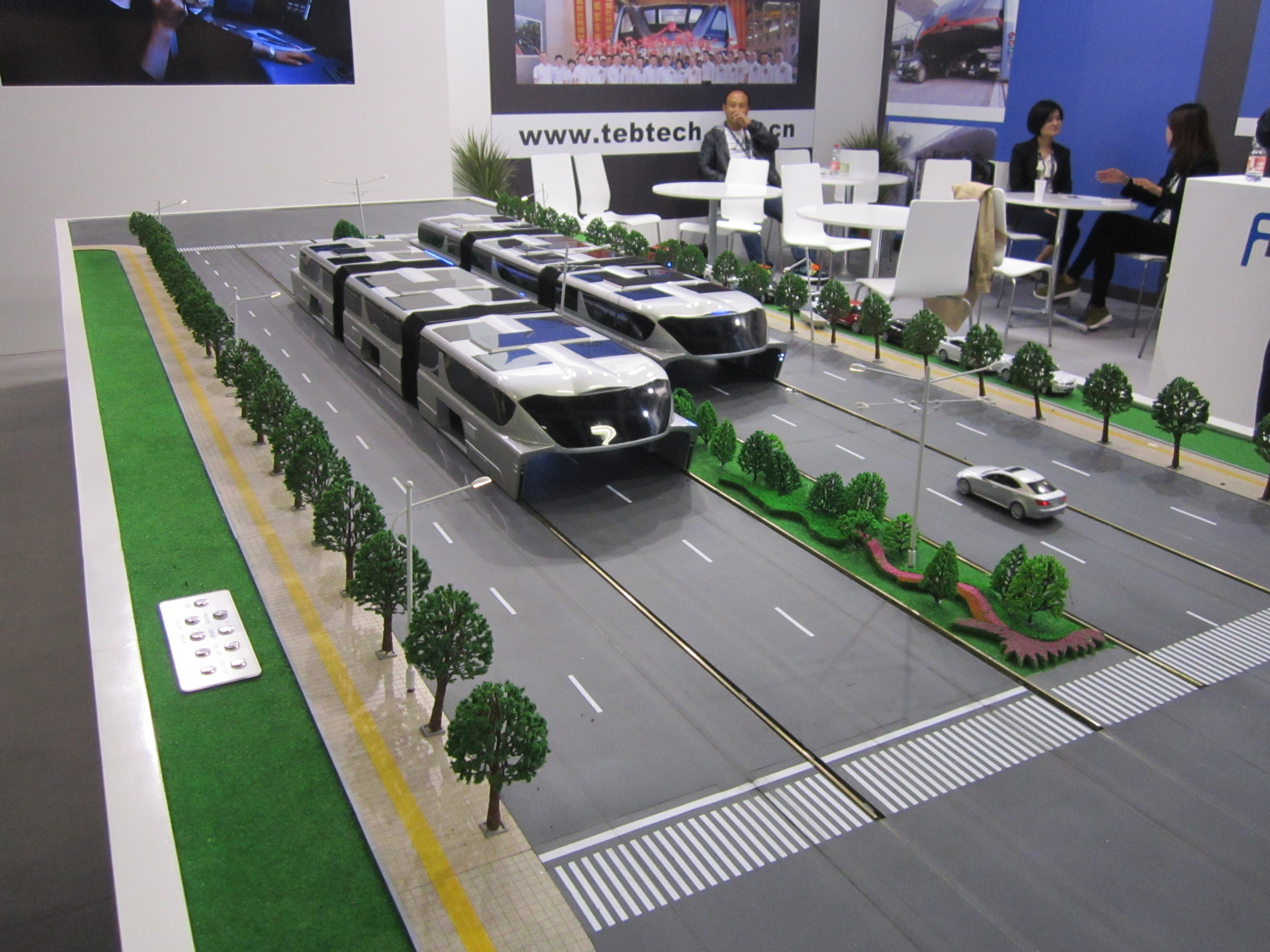
トランジット高架バス（2016年）

イノトランス（InnoTrans）とは、世界最大の国際鉄道技術見本市の名称である。
2年に1回、偶数の年の9月に、ドイツのメッセ・ベルリンで開催される。

## 概要
第1回の開催は1996年で、鉄道技術見本市としては世界最大のものであり、開催時点で最新の鉄道技術に関する出展が行われる。
出展内容は主として、車両関係や車両部品・コンポーネント関係技術、線路などのインフラストラクチャー技術や保線関係技術、トンネルなどの土木関係技術となっている。近年では鉄道情報システムなど、情報技術の出展も増加している。
世界的な鉄道市場の拡大の情勢にあって、開催規模は年々拡大する一方となっている。

## 来場客
主な来場客は、鉄道事業者や鉄道関連メーカーである。さらに大学の研究者や営業関係、メディア関係、貿易関係も対象である。
このイベントでは、多数の鉄道車両が展示されることもあり、業界関係者だけではなく、多くの鉄道ファンにとっても魅力あるもので、ビジネスデー期間後、週末に開催される一般開放では、多くの鉄道ファンが来訪する。

## 出展企業
出展する企業は、アルストム、シーメンス、ボンバルディア・トランスポーテーションといった「ビッグ3」を初めとして、大小さまざまな鉄道関連企業となっている。多くはドイツを含めたヨーロッパ各国の企業とであるが、アメリカからの出展もある。近年は欧米以外からの参加も増加している。
世界最大の鉄道技術見本市であり、数多くの競合相手企業が一堂に会することから、その注目度は非常に高く、各企業とも多くのリソースを費やして、自社の最新鋭・最先端の鉄道技術をアピールする場となっている。
日本からの出展は、全体の出展社数の割には非常に少ないが、「日本鉄道車両輸出組合」（JORSA）のほか、鉄道関連メーカもいくつか出展しており、日本の鉄道技術を世界にアピールする重要な場となっている。

## データ

### 2014年（第10回）
開催日 :2014年9月23日～26日(一般公開:27日,28日)
出展者 :51ヶ国 2,700社・団体以上
レールウェイ・ガゼット・インターナショナルがInnoTrans Dailyを発行。
メッセ ベルリンに展示ホール「シティキューブ・ベルリン」が建設された。
標準軌の線路10本の他に広軌および狭軌の展示用線路を設けて車両を展示。
展示車両一覧

### 2012年（第9回）
開催日 :2012年9月18日～21日(一般公開:22日,23日)
出展者 :49ヶ国 2,515社・団体
来場者数：126,110人　140ヶ国から。
展示車両：115両　成約：約18億ユーロ

### 2010年（第8回）
開催日 :2010年9月21日～24日
出展者 :45ヶ国 2,242社・団体
来場者数：100,000人 100ヶ国から
展示車両:121両 成約:約20億ユーロ

### 2008年（第7回）
出展者 :41ヶ国 1,912社・団体
来場者数：80,000人 100ヶ国から
会場面積:150,000平方メートル (線路延長3,500m
展示車両:91両 成約:約20億ユーロ

### 2006年（第6回）
出展者：41ヶ国 1,606社・団体（うち半数がドイツ国外）
ビジネスデー来場者数：90ヶ国 55：000人（うち約40%がドイツ国外）
一般開放日来場者数：25,000人
会場面積：100,000平方メートル（線路延長2,000m、展示スペース20,000平方メートル）

### 2004年（第5回）
出展者：35ヶ国 1,369社・団体
ビジネスデー来場者数：46,000人
一般開放日来場者数：21,000人
会場面積：82,000平方メートル（線路延長2,000m）

### 2002年（第4回）
出展者：30ヶ国 1,045社・団体
ビジネスデー来場者数：30,000人
一般開放日来場者数：30,000人
会場面積：50,000平方メートル
参考文献
鉄道ジャーナル　2003年1月号
ヨーロッパの鉄道見本市イノトランス2002を見る（東原昭彦）